# Саарде (Вастселійна)
Саарде (ест. Saarde), також Саарти (ест. Saartõ) — село в Естонії, входить до складу волості Вастселійна, повіту Вирумаа.